# يوسوكي سودو
يوسوكي سودو (باليابانية: 須藤 右介) (7 مايو 1986 في طوكيو في اليابان – )؛ هو لاعب كرة قدم ياباني سابق كان يلعب كلاعب وسط.

## وصلات خارجية
- يوسوكي سودو على موقع رابطة كرة القدم اليابانية للمحترفين (اليابانية)
- يوسوكي سودو على موقع قاعدة بيانات كرة القدم.إي يو (الإنجليزية)
- يوسوكي سودو على موقع Soccerway.com (الإنجليزية)
- يوسوكي سودو على موقع عالم كرة القدم.نت (الإنجليزية)